# Bsharri
Bsharri (în arabă بشرّي Bšarrī; siriacă ܒܫܪܝ; romanizat Becharre, Bcharre, Bsharre, (Bcharre El Arez بشرّي الارز) este un oraș situat la o altitudine de aproximativ 1.450 m (4.760 ft) în 3.088 m (10.131 ft). Este situat în districtul Bsharri al Guvernoratului de Nord în Liban.
Bsharri este orașul unicului original rămas și conservat Cedrii lui Dumnezeu (Cedrus libani) și este locul de naștere al celebrului poet, pictor și sculptor Khalil Gibran care are acum un museum în oraș pentru a-l onora. Mai mult decât atât, Bsharri găzduiește cea mai veche zonă de schi, Cedars Ski Resort, și la primul teleschi din Liban, construit în 1953. Stațiunea se află la aproximativ două ore de mers cu mașina și la 130 km (81 mi) de Beirut. Qurnat ca Sawda' în Bsharri este cel mai înalt vârf din Levant, la 3.088 de metri deasupra nivelului mării.

## Personalități născute aici
- Vénus Khoury-Ghata (n. 1937), scriitoare franceză.